# Tráfico ilegal de personas

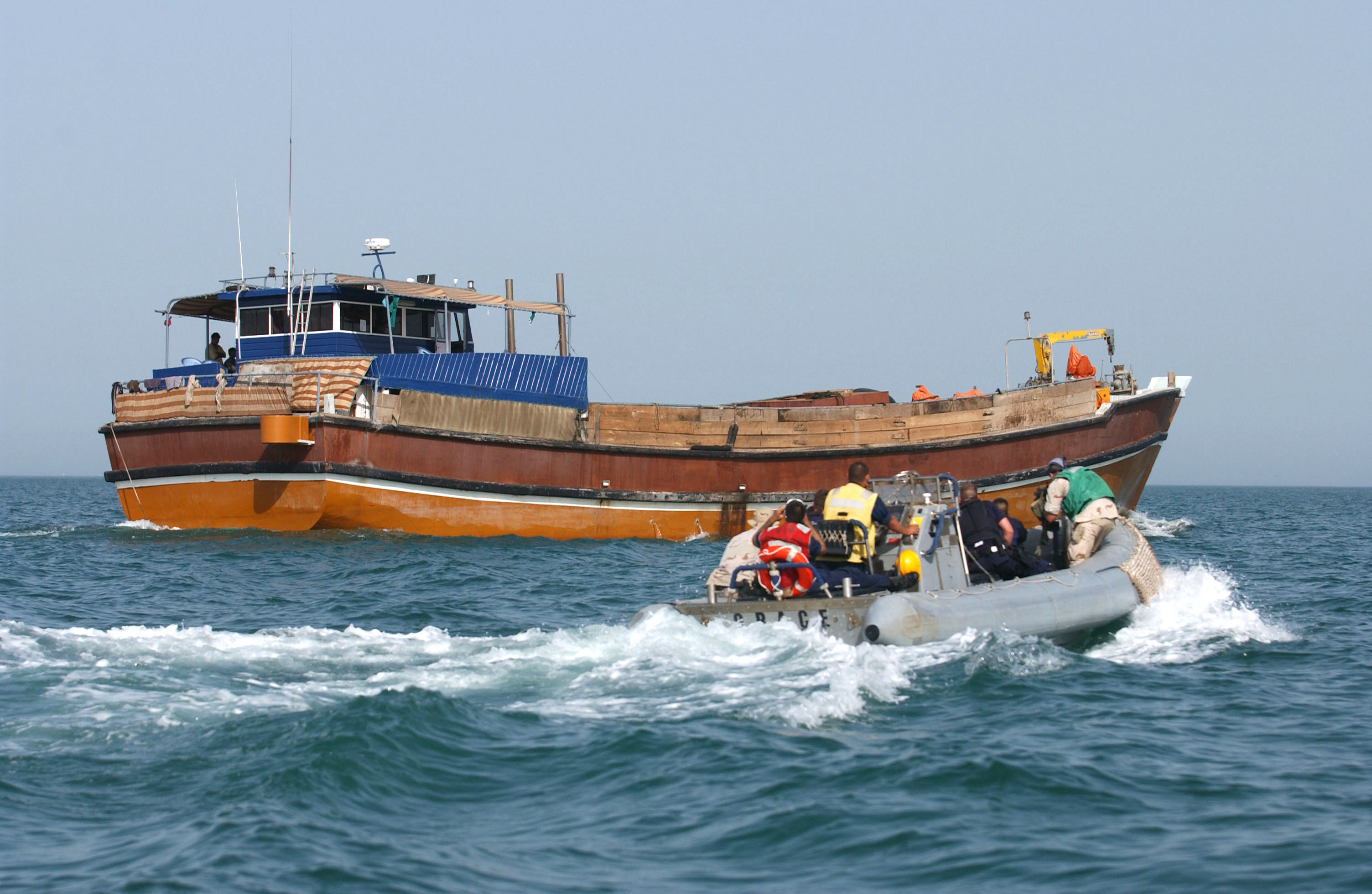
Fragata intentando abordar un cayuco o patera de inmigrantes ilegales en el Mediterráneo.

El tráfico ilegal de personas es la facilitación, el transporte o el intento de entrada ilegal de una persona o personas a un país.

## Definición
Es la entrada ilegal de una persona en un Estado del cual no es residente permanente con el fin de obtener un beneficio financiero u otro beneficio de orden material.
El tráfico ilícito termina con la llegada de los migrantes a su destino, en tanto que la trata implica la explotación persistente de las víctimas de alguna manera para generar ganancias ilegales para los traficantes.
Generalmente quienes son transportados no tienen los documentos adecuados para viajar formalmente ni la aprobación previa para entrar al país de destino.

## ¿Qué es el tráfico de personas?
El tráfico de personas se caracteriza por "la acción de captar, transportar, trasladar, acoger o recibir personas, recurriendo a la amenaza o al uso de la fuerza u otras formas de coacción, al rapto, al fraude, al engaño, al abuso de poder o de una situación de vulnerabilidad o a la concesión o recepción de pagos o beneficios para obtener el consentimiento de una persona que tenga autoridad sobre otra con fines de explotación".

## Iniciativa
La Interpol ha desarrollado numerosas iniciativas contra el tráfico ilegal de personas y se refiere al tráfico ilegal de gente como:

El tráfico ilegal de gente se ha tornado en el oficio preferido de un número creciente de redes criminales a nivel mundial que muestran una mayor sofisticación a lo que se refiere  mover grandes números de personas con un mayor margen de ganancia que nunca antes.

Unos ejemplos de algunas iniciativas de la Interpol en materia de tráfico de personas puede verse en .
En el suroeste de los Estados Unidos de Norteamérica, un "coyote" es una persona a quien se le pide ayuda para transportar a escondidas a inmigrantes ilegales para cruzar la frontera entre México y Estados Unidos. A veces reciben una paga por parte de los clientes. Las "cabezas de serpiente" (snakeheads) son individuos encubiertos que transportan a personas desde China a los Estados Unidos y a otros países.

## Diferencia entre trata de personas y tráfico ilícito de migrantes
La trata de personas es distinta al tráfico ilegal de personas. Una persona encubierta que transporta gente le facilitará la entrada ilegal a un determinado país por un honorario, pero a la llegada al destino, las personas que fueron transportadas comúnmente son libres. La trata de personas involucra fuerza física, fraude o engaño para obtener y transportar gente. Las mujeres, quienes representan la mayoría de las víctimas de trata de personas están particularmente en riesgo de criminales que explotan la falta de oportunidades, y prometen buenos trabajos u oportunidades de estudio, y entonces fuerzan a las víctimas a ser prostitutas.
Si bien la posición dominante expresada distingue el tráfico de la trata, según haya mediado, o no, el consentimiento del inmigrante o de acuerdo a si se afectó, o no, su libertad, cierta doctrina considera que tráfico es una denominación genérica que comprende tanto la trata de personas (con fines de explotación), como el contrabando de inmigrantes (traspaso ilegal de fronteras con la anuencia del transportado).
De acuerdo con un informe del Centro de Derechos Humanos Miguel Agustín Pro Juárez, Asociación Civil y la Casa del Migrante de Saltillo, cada año son secuestradas más de 20 000 personas a su paso por México con destino Estados Unidos.